# 杨桥镇 (仪陇县)
杨桥镇，是中华人民共和国四川省南充市仪陇县下辖的一个乡镇级行政单位。

## 行政区划
杨桥镇下辖以下地区：
骑龙社区、新寨村、东门村、顺天村、五块石村、汉陵村、龙颈村、石堰村、铜鼓村、云台村、石塔村、水竹村、天台村、金贝村、金鼓村、炉厂村和七里村。